# Сенкертаун (Пенсільванія)
Сенкертаун (англ. Sankertown) — місто (англ. borough) в США, в окрузі Кембрія штату Пенсільванія. Населення — 630 осіб (2020).

## Географія
Сенкертаун розташований за координатами 40°28′17″ пн. ш. 78°35′31″ зх. д. / 40.47139° пн. ш. 78.59194° зх. д. (40.471361, -78.592071).  За даними Бюро перепису населення США в 2010 році місто мало площу 0,76 км², уся площа — суходіл.

## Демографія
Згідно з переписом 2010 року, у селищі мешкало 675 осіб у 297 домогосподарствах у складі 171 родини. Густота населення становила 883 особи/км².  Було 314 помешкання (411/км²).
Расовий склад населення:
| - 99,4 % — білих - 0,1 % — корінних американців - 0,1 % — чорних або афроамериканців - 0,1 % — азіатів |

До двох чи більше рас належало 0,1 %. Частка іспаномовних становила 0,1 % від усіх жителів.
За віковим діапазоном населення розподілялося таким чином: 19,4 % — особи молодші 18 років, 63,7 % — особи у віці 18—64 років, 16,9 % — особи у віці 65 років та старші. Медіана віку мешканця становила 45,7 року. На 100 осіб жіночої статі у селищі припадало 89,1 чоловіків;  на 100 жінок у віці від 18 років та старших — 95,7 чоловіків також старших 18 років.
Середній дохід на одне домашнє господарство  становив 52 000 доларів США (медіана — 41 750), а середній дохід на одну сім'ю — 59 465 доларів (медіана — 57 656). Медіана доходів становила 38 594 долари для чоловіків та 35 625 доларів для жінок. За межею бідності перебувало 15,3 % осіб, у тому числі 19,7 % дітей у віці до 18 років та 6,7 % осіб у віці 65 років та старших.
Цивільне працевлаштоване населення становило 284 особи. Основні галузі зайнятості: освіта, охорона здоров'я та соціальна допомога — 25,0 %, транспорт — 16,9 %, публічна адміністрація — 11,6 %, виробництво — 8,8 %.